# Liste der Kompositionen von César Franck

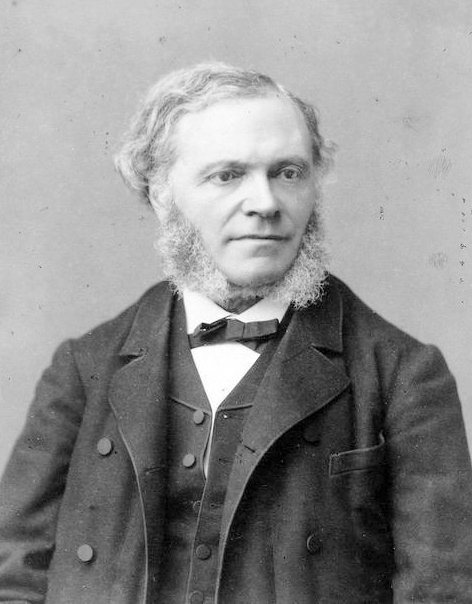
César Franck (Fotografie von Pierre Petit, 1887)

Die meisten Werke von César Franck wurden zu seinen Lebzeiten veröffentlicht, allerdings erhielten nur 21 Werke eine Opuszahl des Verlegers. Die veröffentlichten Werke wurden von Wilhelm Mohr in seinem Franck-Werk-Verzeichnis (FWV) katalogisiert. Mohr teilte Francks Kompositionen in zwei Hauptgruppen ein (Instrumentalwerke, M. 1–48 und Vokalwerke. M. 49–91) und ordnete sie nach Genre und innerhalb jedes Genres nach Kompositionsdatum. Der von Joël-Marie Fauquet zusammengestellte und 1999 veröffentlichte CFF-Katalog („César Franck Fauquet“) enthält Details zu fast jedem bekannten Werk von Franck, darunter auch viele, die bei Mohr nicht aufgeführt sind. Außerdem sind in Fauquets Katalog viele Informationen aufgeführt, die in Mohrs Katalog fehlerhaft sind oder ganz fehlen.
Franck begann die Opus-Nummerierung zweimal (als Wunderkind und erneut in den frühen 1840er Jahren). Fauquet empfahl, die früheren Nummern mit einer vorangestellten 0 zu schreiben (z. B. ist das Deuxième grand Concerto mit op. 011 statt op. 11 gekennzeichnet).
Im Jahr 2022 wurde eine achtbändige kritische Werkausgabe der vollständigen Orgel- und Harmonium-Werke von Franck beim norwegischen Verlag Lyrebird Music (Herausgeber: Richard Brasier) veröffentlicht, die dem CFF-Katalog folgt und bisher unveröffentlichte Kompositionen enthält.

## Orgel und Harmonium

### Orgel
- Grand Chœur (1846), CFF 49
- Pièce en La majeur (1854), CFF 51
- Andantino (1856), FWV 25 / CFF 54a[2]
- Recueil de Noëls (ca. 1860), CFF 249
- Six Pièces d'orgue (Erstdruck 1868 / revidierte Edition 1880):
  - Fantaisie, op. 16 (1863), FWV 28 / CFF 53[3]
  - Grande Pièce Symphonique, op. 17 (1863), FWV 29 / CFF 98
  - Prélude, Fugue et Variation, op. 18 (1864), FWV 30 / CFF 30b[4]
  - Pastorale, op. 19 (1863), FWV 31 / CFF 99
  - Prière, op. 20 (1860), FWV 32 / CFF 100
  - Final, op. 21 (1864), FWV 33 / CFF 101
- Petit Offertoire (ca. 1877), CFF 96b
- Trois Pièces (Erstdruck 1883):
  - Fantaisie (1878), FWV 35 / CFF 102
  - Cantabile (1878), FWV 36 / CFF 103
  - Pièce Héroïque (1878), FWV 37 / CFF 104
- Petit Offertoire (ca. 1885), CFF 38
- Trois Chorals (Erstdruck 1892):
  - Choral I (1890), FWV 38 / CFF 105
  - Choral II (1890), FWV 39 / FF 106
  - Choral III (1890), FWV 40 / CFF 107
- Pièces posthumes pour harmonium ou orgue à pédales pour l'office ordinaire (Erstdruck 1905):
  - Offertoire en Mi bémol (1858), FWV 24, 2 / CFF 36b
  - Grand Chœur en Ut (1858), FWV 24, 24 / CFF 56
  - Offertoire pour la Messe de minuit en Ré mineur (1858), FWV 24, 25 / CFF 57
  - Offertoire en Fa mineur (ca. 1858), FWV 24, 1 / CFF 55
  - Magnificat en Ré (ca. 1858), CFF 58
  - Grand Chœur en Ré (ca. 1858), FWV 24, 4 / CFF 59
  - Andantino en Ré (ca. 1858), FWV 24, 5 / CFF 60
  - Quasi Marcia en Ré mineur (ca. 1858), FWV 24, 6 / CFF 61
  - Allegretto en Ré (ca. 1858), FWV 24, 7 / CFF 62
  - Grand Chœur en Ré (ca. 1858), CFF 63
  - Amen en Ré (ca. 1858), FWV 24, 8 / CFF 64
  - Gloria Patri en Ré (ca. 1858), CFF 65
  - Offertoire en La (ca. 1858), FWV 24, 9 / CFF 33
  - Quasi lento en La (ca. 1858), FWV 24, 10 / CFF 66
  - Allegretto en Ut mineur (ca. 1858), FWV 24, 11 / CFF 67
  - Andantino en Ut (ca. 1858), CFF 68
  - Allegretto en Ré mineur (ca. 1858), CFF 69
  - Allegretto non troppo en Ré (ca. 1858), FWV 24, 12 / CFF 70
  - Magnificat en Mi bémol (ca. 1858), CFF 71
  - Magnificat en Mi bémol (ca. 1858), CFF 72
  - Grand Chœur en Mi bémol (ca. 1858), FWV 24, 13 / CFF 73
  - Moderato con moto en Mi bémol (ca. 1858), FWV 24, 14 / CFF 74
  - Andantino en Mi bémol (ca. 1858), FWV 24, 15 / CFF 75
  - Allegretto non troppo en Mi bémol (ca. 1858), CFF 76
  - Gloria Patri en Mi bémol (ca. 1858), CFF 77
  - Gloria Patri en Mi bémol (ca. 1858), CFF 78
  - Amen en Mi bémol (ca. 1858), CFF 79
  - Gloria Patri en Mi bémol (ca. 1858), CFF 80
  - Prélude pour l'Ave Maris Stella en Ré mineur (ca. 1858), FWV 24, 16 / CFF 81
  - Prélude pour l'Ave Maris Stella en Ré (ca. 1858), FWV 24, 17 / CFF 82
  - Prélude pour l'Ave Maris Stella en Ré mineur (ca. 1858), FWV 24, 18 / CFF 83
  - Benedicamus en Do (ca. 1858), CFF 84
  - Lento en Ré mineur (ca. 1858), FWV 24, 19 / CFF 85
  - Kyrie de la Messe de Noël en Ut mineur (ca. 1858), FWV 24, 21 / CFF 87
  - Moderato en Ut mineur (ca. 1858), FWV 24, 22 / CFF 88
  - Moderato en Ut mineur (ca. 1858), FWV 24, 23 / CFF 89
  - Grand Chœur en Ut mineur (ca. 1858), CFF 90
  - Elevation en La (1859), FWV 24, 3 / CFF 93
  - Offertoire en Sol mineur (1859), FWV 24, 26 / CFF 92
  - Sortie en Ré (ca. 1859), FWV 24, 27 / CFF 94
  - Trois Antiennes (ca. 1859), FWV 27, 1–3 / CFF 91
  - Offertoire en Si (1860), FWV 24, 30 / CFF 95
  - Offertoire en Fa # mineur (1861), FWV 24, 28 / CFF 96a
  - Allegro Moderato en Ré bémol (ca. 1863), FWV 24, 29 / CFF 97

### Harmonium
- Cinq Pièces, (ca. 1864), FWV 26, 1–5 / CFF 32:
  - 1. Offertoire
  - 2. Petit Offertoire
  - 3. Verset 1
  - 4. Verset 2
  - 5. Communion
- Quasi Marcia, op. 22 (ca. 1865), FWV 34 / CFF 35[5]
- Offertoire sur un noël Breton (ca. 1867), CFF 34
- Entrée (ca. 1875), CFF 37
- Andante et Prière, (ca. 1888), CFF 39bis
- L’Organiste, Recueil de Pièces pour orgue ou harmonium (Erstdruck 1891):
  - Sept Pièces en Ut majeur et Ut mineur (1890), FWV 41, 1–7 / CFF 40
  - Sept Pièces en Ré bémol majeur et Ut # mineur (1890), FWV 41, 8–14 / CFF 41
  - Sept Pièces en Ré majeur et Ré mineur (pour le temps de noėl) (1890), FWV 41, 15–21 / CFF 42
  - Sept Pièces en Mi bémol majeur et Mi bémol mineur (1890), FWV 41, 22–28 / CFF 43
  - Sept Pièces en Mi majeur et Mi mineur (1890), FWV 41, 29–35 / CFF 44
  - Sept Pièces en Fa majeur et Fa mineur (1890), FWV 41, 36–42 / CFF 45
  - Sept Pièces en Fa # majeur et Fa # mineur (1890), FWV 41, 43–59 / CFF 46
  - Sept Pièces en Sol majeur et Sol mineur (1890), FWV 41, 50–56 / CFF 47
  - Sept Pièces en La bémol majeur et La bémol mineur (1890), FWV 41, 57–59 und FWV 42, 1–4 / CFF 48

## Klavier

### Klavier solo
- Grand rondo, op. 03 (1834)[6]
- Sonate No. 1, op. 010, (1835–1836), CFF 2[7]
- Grande fantaisie No. 1, op. 012 (1836)
- Fantaisie No. 2, op. 014 (1836), CFF 4
- Deux mélodies (à Félicité), op. 015 (ca. 1837), CFF 5[8]
- Grande fantaisie No. 3, op. 019 (ca. 1837), CFF 7
- Sonate No. 2, op. 018 (ca. 1837)
- Eglogue, op. 3 (1842), FWV 11 / CFF 10
- Premier grand caprice, op. 5 (1843), FWV 13 / CFF 11
- Souvenirs d’Aix-la-Chapelle, op. 7 (1843), FWV 14 / CFF 12
- Ballade, op. 9 (1844), CFF 13
- Grande fantaisie No. 1 sur des motifs de l'opéra „Gulistan“ (Nicolas-Marie Dalayrac), op. 011 (1844), FWV 16 / CFF 14
- Fantaisie No. 2 sur l'air et le virelai „Le point du jour“ de l'opéra „Gulistan“, op. 12 (1844), FWV 17 / CFF 15
- Fantaisie, op. 013 (1844)[9]
- Deuxième grande fantaisie, op. 014 (1836), CFF 4[10]
- Deuxième sonate, op. 018 (ca. 1837)[10]
- Troisième grande fantaisie, op. 019 (ca. 1837), CFF 7[10]
- Fantaisie sur deux airs polonais, op. 15 (1845), FWV 18 / CFF 16
- Trois petits rien, op. 16 (1845), CFF 17
  - 1. Duettino
  - 2. Valse
  - 3. Le songe
- Polka (1847), CFF 19[11]
- Les plaintes d'une poupée (1865), FWV 20 / CFF 21
- Morceau de lecture à vue (zwischen 1872 und 1890), CFF 22
- Pièce (1876), CFF 23
- Prélude, Choral et Fugue (1884), FWV 21 / CFF 24
- Prélude, Aria et Final (1886–1887), FWV 23 / CFF 26

### Klavier zu vier Händen
- Duo No. 1 sur „God save the King“, op. 4 (1842), FWV 12
- Duo No. 2 sur le quatuor „Lucile“ de Grétry, op. 17 (1846), FWV 19
- Polka (1850er Jahre), CFF 29[12]

## Kammermusik

### Klavier und Oboe
- Communion, FWV 26, 5[13]

### Klavier und Violine
- Andantino Quietoso, op. 6 (1843), FWV 5 / CFF 115
- Duo, op. 14 (1844), FWV 6 / CFF 117
- Morceau de lecture (1877), CFF 120
- Sonate (1886), FWV 8 / CFF 123
- Mélancolie (1890), CFF 122

### Klavier, Violine und Violoncello
- Grand trio, op. 06 (1834), CFF 108[14]
- Trois Trios concertants, op. 1:
  - Trio (1841), FWV 1 / CFF 111
  - Trio (Trio de salon, 1841), FWV 2 / CFF 112
  - Trio (1842), FWV 3 / CFF 113
- Trio concertant, op. 2 (1842), FWV 4 / CFF 114[15]

### Klavier und Streichquintett
- Solo de piano avec accompagnement de quintette à cordes sur un thème de „Ruth“, op. 10 (1844), CFF 116[16]
- Quintet (1879), FWV 7 / CFF 121

### Streichquartett
- Quatuor à cordes (1889), FWV 9 / CFF 124

## Orchester

### Sinfonien
- Première grande symphonie, op. 013 (1836–1840)[17]
- Symphonie en ré mineur (1886–1888), FWV 48 / CFF 130

### Sinfonische Dichtungen
- Ce qu’on entend sur la montagne (1845–1847), CFF 126
- Les Éolides (nach einem Gedicht von Leconte de Lisle, 1876), FWV 43 / CFF 127
- Le chasseur maudit (1882), FWV 44 / CFF 128
- Psyché (Soli, Chor und Orchester, 1887–1888), FWV 47 / CFF 129
- Rédemption (Sprecher, Solostimme, Frauenchor und Orchester, 1871–1874), FWV 52 / CFF 184

### Klavierkonzerte
- Premier Concerto, op. 02 (Klavier und Orchester, 1834–1835)[18]
- Variations brillantes un thème original, op. 04 (Klavier und Orchester, 1834), CFF 132[19]
- Variations brillantes sur un air du Pré aux Clercs (Hérold), op. 05 (Klavier und Orchester, 1834)[20]
- Variations brillantes sur la ronde favorite de Gustave III (par Auber), op. 08 (Klavier und Orchester, 1835), CFF 133[21]
- Deuxième grand Concerto, op. 011 (Klavier und Orchester, 1836), CFF 135[22]
- Les Djinns (Klavier und Orchester, nach einem Gedicht von Victor Hugo, 1884), FWV 45 / CFF 136
- Variations symphoniques (Klavier und Orchester, 1885) FWV 46 / CFF 137

## Vokalmusik

### Messen
- Messe solennelle (1858), FWV 59 / CFF 202[23]
- Messe, op. 12 (1860), FWV 61 / CFF 203[24]

### Oratorien
- Ruth (Biblisches Oratorium in drei Teilen, zwei Solostimmen, Chor und Orchester, 1843–1846), FWV 51 / CFF 179
- Les sept paroles du Christ en croix (Zwei Solostimmen, Chor und Orchester, 1859), CFF 180
- La Tour de Babel (Zwei Solostimmen, Chor und Orchester, 1865), CFF 183
- Les Béatitudes (Zwei Solostimmen, Chor und Orchester, 1869–1879), FWV 53 / CFF 185
- Rebecca (Biblische Szene, zwei Solostimmen, Chor und Orchester, 1881), FWV 54 / CFF 187

### Opern
- Stradella (Oper in drei Akten, 1841), CFF 229
- Le Valet de ferme (Komische Oper in drei Akten, 1851–1853), CFF 230
- Hulda (Oper in vier Akten und Epilog, 1882–1885), FWV 49 / CFF 231
- Ghiselle (Lyrisches Drama in vier Akten, 1888–1890), FWV 50 / CFF 232

### Gesang und Klavier
- Blond phébus (ca. 1835), CFF 138
- Notre Dame des orages (Kantate nach einem Text des Comte de Pastoret, ca. 1838)[25]
- L’émir de Bengador (ca. 1843), CFF 139
- Le sylphe (1843), CFF 140
- Robin Gray (ca. 1843), CFF 141
- L’ange et l’enfant (1846), CFF 142
- Souvenance (1846), CFF 143
- Les trois exilés (1848), CFF 146
- Aimer (1849), CFF 147
- Ninon (1851), CFF 148
- S’il est un charmant gazon (I, ca. 1855), CFF 149
- S’il est un charmant gazon (II, 1857), CFF 150
- Passez, passez toujours (ca. 1860), CFF 151
- Roses et papillons (ca. 1860), CFF 152
- Le mariage des roses (ca. 1870), CFF 153
- Lied (ca. 1873), CFF 154
- Le philistin mordra la poussière (1875), CFF 163
- Le vase brisé (1879), CFF 155
- Nocturne (1885), CFF 156
- Pour les victimes (1887), FWV 86
- Les cloches du soir (1888), CFF 157
- La procession (1888), CFF 160
- Six duos pour voix égales (für zwei Stimmen, 1888), FWV 89 / CFF 165-170
  - L'ange gardien
  - Aux petits enfants
  - La Vierge à la crèche
  - Les danses de Lormont
  - Soleil
  - La chanson du vannier

### Chor und Klavier
- Cantique de Moïse (Kantate, 1860), CFF 182
- Hymne (Männerchor, 1888), FWV 91 / CFF 171
- Premier sourire de mai (Frauenchor, 1888), FWV 90 / CFF 172

### Gesang und Orgel
- Tunc obalti sunt (Chor und Orgel, ca. 1850), CFF 196
- Sinite parvulos (Solostimme und Orgel, ca. 1850), CFF 198
- O salutaris (Zwei Stimmen und Orgel, 1858), FWV 55 / CFF 207
- Domine non secundum, offertoire pour un temps de pénitence (Drei Stimmen und Orgel, 1871), FWV 66 / CFF 213
- Ave Maria (Drei Stimmen und Orgel, 1863), FWV 62 / CFF 217
- Veni creator (Zwei Stimmen und Orgel, 1872), FWV 68 / CFF 218
  - Hymnes (Drei Stimmen und Orgel), FWV 97:
  - Creator alme siderum
  - Sanctorum meritis
  - Iste confessor

### Chor, Solisten und Orgel
- Gratia super gratiam (Motette für Solostimme und Chor, ca. 1850), CFF 192
- Justus ut palma florebit (Solostimme und Chor, ca. 1850), CFF 194
- Laudate pueri (Chor, ca. 1850), CFF 200
- Chant grégorien, op. 14 (mit Orgelbegleitung, 1858), FWV 92 / CFF 201[26]
- Trois motets (1858):
  - O salutaris (Solostimme und Chor), FWV 56 / CFF 208, 1
  - Ave Maria (Zwei Stimmen), FWV 57 / CFF 208, 2
  - Tantum ergo (Solostimme und Orgel oder Chor), FWV 58 / CFF 208, 3
- Le garde d'honneur, Cantique au Sacré-Cœur (Solostimme und Frauenchor, 1859), FWV 60 / CFF 204
- Litanies de la Sainte-Vierge (Chor und Orgel, 1888)

### Gesang und Orchester
Von diesen Werken gibt es auch Fassungen für Gesang und Klavier.
- Paris (Patriotische Ode für Solostimme und Orchester, 1870), FWV 79 / CFF 158
- Patria (Patriotische Ode für Solostimme und Orchester, 1871), CFF 159
- La procession (Solostimme und Orchester, 1888), FWV 88 / CFF 160

### Chor und Orchester
- L'égalité, chant des travailleurs (Männerchor und Orchester, Fragment, 1848), CFF 161
- Hymne à la patrie (Chor und Orchester, Fragment, 1848), CFF 162
- Plainte des Israélites (Kantate, Chor und Orchester, ca. 1865), CFF 181[27]

### Sonstige Vokalwerke
- Cantique (Chor und Horn, 1888), CFF 164
- O salutaris, op. 09 (Chor und Basso continuo, 1835), CFF 188[28]
- Ave Maria, CFF 189
- Sub tuum (Zwei Stimmen, 1849), CFF 190
- O salutaris, CFF 191
- Instruit par la voix du seigneur (ca. 1850), CFF 193
- O gloriosa (Drei Stimmen, ca. 1850), CFF 195
- Tendre Marie (ca. 1858), CFF 197
- Ô vous qu'elle a pris pour modèle, CFF 199
- Salut jour vénéré, CFF 205
- Panis Angelicus (aus der Messe, op. 12, 1872), FWV 61 / CFF 209
- Trois offertoires (1871):
  - Domine Deus in simplicitate, pour les premiers dimanches du mois, op. 11, Nr. 1 (Drei Stimmen, Kontrabass und Orgel, 1871), FWV 64 / CFF 210
  - Dextera Domini, pour le saint jour de Pâques, op. 11, Nr. 2 (Drei Stimmen und Orchester, 1871), FWV 65 / CFF 211
  - Quæ est ista, pour les fêtes de l'Assomption, de la Conception et du mois de Marie, op. 11, Nr. 3 (Drei Solostimmen, Chor und Orchester, 1871), FWV 63 / CFF 212
- Quare fremuerunt gentes, Offertoire pour la fête de Ste-Clothilde (Drei Stimmen, Kontrabass und Orgel, 1871), FWV 74 / CFF 215
- Yimloch Adonaï (Solostimme, Harfe, Streicher und Orgel, zwischen 1875 und 1880), CFF 220
- Psaume 150 (Chor, Orchester und Orgel, 1884), FWV 69 / CFF 221
- Marlborough (Chor, Orgel, Klavier, Violoncello, Kontrabass und vier Oben und Mirlitons, 1869), CFF 248

## Bearbeitungen von Werken anderer Komponisten

### Orgel
- Préludes et prières de Charles-Valentin Alkan, FWV 96 / CFF 234
- Airs folkloriques de différents pays (ca. 1860), CFF 250

### Klavier
- Quatre mélodies de Franz Schubert, op. 8 (1844), FWV 15 / CFF 247
  - Die junge Nonne (La jeune religieuse), D. 828
  - Die Forelle (La truite), D.550
  - Des Mädchens Klage (Les plaintes de la jeune fille), D. 191
  - Das Zügenglöcklein (La cloche des agonisants), D. 871
- Lénore, poème symphonique de Henri Duparc (Klavier zu vier Händen, ca. 1875)

### Klavier und Harmonium
- Erstes Klavierkonzert, op. 25 von Felix Mendelssohn Bartholdy (Andante und Finale), CFF 240
- 20. Klavierkonzert, KV 466 von Wolfgang Amadeus Mozart, CFF 241

### Gesang
- Trois airs de François Danican Philidor:
  - Ernelide (ca. 1880), FWV 93
  - Tome Jones (ca. 1880), FWV 94
  - Le bûcheron (ca. 1880), FWV 95

## Kritische Werkausgabe (Orgel- und Harmoniumwerke)
- César Franck: Intégrale de l’œuvre d’orgue –– Vol. I: Preface & Commentary, hrsg. von Richard Brasier. Tynset, Norwegen: Lyrebird Music, 2022. ISBN 978-1-917401-00-5.
- César Franck: Intégrale de l’œuvre d’orgue –– Vol. II: 1846–1862, hrsg. von Richard Brasier. Tynset, Norwegen: Lyrebird Music, 2022. ISBN 978-1-917401-01-2.
- César Franck: Intégrale de l’œuvre d’orgue –– Vol. III: 1863–1877, hrsg. von Richard Brasier. Tynset, Norwegen: Lyrebird Music, 2022. ISBN 978-1-917401-02-9.
- César Franck: Intégrale de l’œuvre d’orgue –– Vol. IV: 1878–1890, hrsg. von Richard Brasier. Tynset, Norwegen: Lyrebird Music, 2022. ISBN 978-1-917401-03-6.
- César Franck: Intégrale de l’œuvre d’orgue –– Vol. V: Pièces pour harmonium, hrsg. von Richard Brasier. Tynset, Norwegen: Lyrebird Music, 2022. ISBN 978-1-917401-04-3.
- César Franck: Intégrale de l’œuvre d’orgue –– Vol. VI: Pièces liturgiques, hrsg. von Richard Brasier. Tynset, Norwegen: Lyrebird Music, 2022. ISBN 978-1-917401-05-0.
- César Franck: Intégrale de l’œuvre d’orgue –– Vol. VII: Thèmes d’Improvisation, hrsg. von Richard Brasier. Tynset, Norwegen: Lyrebird Music, 2022. ISBN 978-1-917401-06-7.
- César Franck: Intégrale de l’œuvre d’orgue –– Vol. VIII: Préludes et Prières de Ch. V. Alkan, hrsg. von Richard Brasier. Tynset, Norwegen: Lyrebird Music, 2022. ISBN 978-1-917401-07-4.

## Bibliographie
- Joël-Marie Fauquet: César Franck. Paris: Fayard, 1999. ISBN 2-213-60167-4.
- Vincent d'Indy: César Franck. Paris: F. Alcan, 1906.
- Wilhelm Mohr: Caesar Franck. Tutzing: Schneider, 1969. ISBN 978-3-795200-64-0.